# Psilocurus tibialis
Psilocurus tibialis là một loài ruồi trong họ Asilidae. Psilocurus tibialis được Hull miêu tả năm 1961. Loài này phân bố ở vùng Tân Bắc giới.